# فایفیس
فایفیس (انگلیسی: Fyffes) شرکت صنایع غذایی ایرلندی است، که در سال ۱۸۸۸ تأسیس شد.